# Flashback (Calvin Harris)
Flashback è un singolo del DJ scozzese Calvin Harris, pubblicato nel 2009 ed estratto dall'album Ready for the Weekend.
La canzone vede la collaborazione della cantante giordana Ayah Marar, che ha poi lavorato di nuovo con Harris per Thinking About You (2013).

## Tracce
- CD Singolo[3]

1. Flashback – 3:49
2. Flashback (Eric Prydz Remix) – 7:52

- Download digitale[4]

1. Flashback (Radio Edit) – 3:40
2. Flashback (Album Version) – 3:49
3. Flashback (David Guetta's One Love Remix) – 7:11
4. Flashback (Eric Prydz Remix) – 7:50
5. Flashback (Goldie Remix) – 4:45
6. Flashback (Instrumental Mix) – 3:46

- 12" Singolo

1. Flashback (David Guetta One Love Remix)
2. Flashback (Original Mix)
3. Flashback (Eric Prydz Remix)
4. Flashback (Goldie Remix)

## Classifiche
| Classifica (2009) | Posizione raggiunta |
| ----------------- | ------------------- |
| Regno Unito       | 18                  |